# VVS
"VVS"는 대한민국의 래퍼 미란이, 먼치맨, 쿤디판다, 머쉬베놈의 노래로, 스톤 뮤직 엔터테인먼트를 통해 2020년 11월 21일에 발매되었다. 가온 디지털 차트와 가온 스트리밍 차트 7주 연속 1위를 기록했고, 한국 힙합 어워즈에서 올해의 힙합 트랙을 수상했다.

## 음악 및 가사
<한국경제신문>에 따르면, "VVS는 다이아몬드 등급 중 최상위 등급을 뜻하듯, 화려하게 빛날 자기의 인생과 목표에 대해 에너지 있게 이야기하는 노래"다. 또한 "가사도 지극히 현실적"이다. "흙수저, 헬조선 등을 대변되는 20대의 미래에 대한 불투명한 마음을 담고 있다."

## 수상 및 후보
"VVS"는 한국 힙합 어워즈에서 올해의 힙합 트랙을 수상했다. 네티즌 추천사에 따르면, "충분히 실험적인 시도를 보여주었고, 영향력과 설득력까지 가졌다." 또한 "많은 이에게 희망을 전하는 트랙"이었다.
올해의 콜라보레이션 후보에 오르기도 했다. 네티즌 추천사에 따르면, "엄청난 조회수로 증명되는 올해의 최고 단체곡"이다. 또한 "음원의 성적과 대중의 호응까지 모든 조건이 갖춰져 있"어 "힙합을 듣는 사람, 쇼미를 보는 사람이라면 모두 알 만한 매력적인 음악"이다.

## 차트

### 주간 차트
| 차트 (2020)                 | 최고 순위 |
| --------------------------- | --------- |
| 대한민국 (가온 디지털 차트) | 1         |

### 연말 차트
| 차트 (2021)                 | 순위 |
| --------------------------- | ---- |
| 대한민국 (가온 디지털 차트) | 23   |

## 인증
| 국가                        | 인증     | 판매량/출하량 |
| 스트리밍                    | 스트리밍 | 스트리밍      |
| --------------------------- | -------- | ------------- |
| 대한민국 (KMCA)             | 플래티넘 | 100,000,000   |
| 스트리밍을 기반으로 한 인증 |          |               |

## 리믹스
"VVS (H1ghr Remix)"는 pH-1, 빅 나티, 트레이드 엘, 우디 고차일드, 박재범, 키드 킹의 노래로, 하이어 뮤직, 인디고 뮤직, 멋이밴놈을 통해 2021년 1월 12일에 발매되었다.

### 차트
| 차트 (2021)                   | 최고 순위 |
| ----------------------------- | --------- |
| 대한민국 (가온 다운로드 차트) | 19        |